# Берберян, Ален
Ален Берберян (арм. Ալեն Բերբերյան, фр. Alain Berberian; 2 июля 1953 года — 22 августа 2017 года) — французский кинорежиссёр и сценарист армянского происхождения. Наибольший коммерческий успех сопутствовал его комедийным боевикам «Полный привод» ($16,325,873) и «Корсиканец» ($17,755,607), которые в национальном прокате посмотрели 3 и 2,5 миллиона зрителей соответственно.

## Биография
Родился в 1953 году в Бейруте, Ливан. Начал свою карьеру с работы на французском телевидении, в течение 15 лет Ален Берберян был редактором вещания развлекательных программ телекомпании Canal+ (Париж). С 1989 года снимал телесериалы и телешоу, сотрудничая с комик-группой «Нули» (Les Nuls). Первым кинофильмом, который поставил Ален Берберян, стала комедия «Город страха» с её участием. Ален Берберян прославился лихими комедиями с отличным темпом, вдобавок с сатирическими или яркими реалистическими оттенками. Таким фильмами стали комедии «Папарацци» (1998), где режиссёр выступил также соавтором сценария, и «Корсиканец» (2004). В 2000 году Берберян поставил по собственному сценарию триллер «Шесть», основанный на романе Жана-Юга Оппеля. Фактическим продолжением разработки темы знаменитых «Пиратов Карибского моря» стал приключенческий фильм «Остров сокровищ» (2007), который Ален Берберян снял совместно с венгерскими и английскими киноматографистами.

## Фильмография
- 1994 — Город страха / La cité de la peur
- 1998 — Папарацци / Paparazzi (также соавтор сценария)
- 2000 — Шесть / Six-Pack (также автор сценария)
- 2002 — Полный привод / Le boulet (совместно с Фредериком Форестье)
- 2004 — Корсиканец / L'enquête Corse
- 2007 — Остров сокровищ / L'île au(x) trésor(s)